# Indarung
Indarung is een bestuurslaag in het regentschap Padang van de provincie West-Sumatra, Indonesië. Indarung telt 10.918 inwoners (volkstelling 2010).